# NGC 485
NGC 485 is een spiraalvormig sterrenstelsel in het sterrenbeeld Vissen. Het hemelobject ligt 86 miljoen lichtjaar van de Aarde verwijderd en werd op 8 januari 1828 ontdekt door de Britse astronoom John Herschel.

## Synoniemen
- PGC 4921
- UGC 895
- MCG 1-4-32
- ZWG 411.32
- IRAS01188+0645